# Барва пурпурова (фільм, 1985)
«Барва пурпурова» (англ. The Color Purple) — кінодрама режисера Стівена Спілберга 1985 року за однойменним романом лауреатки Пулітцерівської премії Еліс Вокер про життя афроамериканок на початку 1900-х. Перегляд рекомендується дітям від 13 років спільно з батьками. Український переклад зробила студія Цікава ідея на замовлення Гуртом.

## Сюжет
Дія фільму відбувається на початку та в середині 1930-х років. Дівчинка Сілі Джонсон (Вупі Ґолдберґ) у 14 років народжує другу дитину від вітчима, якого вважає рідним батьком. Все життя він бив та принижував її. Він забрав малюка, вивіз його в невідомому напрямку і наказав Сілі нікому не розповідати про це. Через деякий час до сім'ї Джонсонів приїжджає загадковий фермер «Містер», який хоче одружитися з сестрою Сілі, Нетті. Але деспот відмовляється видавати молодшу, і замість неї з «Містером» одружується Сілі. Проте новоспечений чоловік виявляється таким же тираном. На додаток, сестру Сілі відправляють до Африки. Нетті обіцяє писати щодня до кінця життя, але Сілі так і не отримала жодного листа.

## У ролях
- Денні Ґловер — Альберт, «Містер»
- Вупі Голдберг — Сілі
- Маргарет Ейвері — Шуг Евері
- Опра Вінфрі — Софія
- Віллард Е. Паг — Гарп
- Акосуа Бусіа — Нетті
- Desreta Jackson — Сілі в юності
- Адольф Цезар — Старий «Містер»

## Творці фільму
- Режисура — Стівен Спілберґ
- Сценарій — Еліс Вокер, Менно Меєс
- Продюсування — Пітер Губер, Керол Ізенберг, Квінсі Джонс
- Операторська робота — Аллен Давіо
- Композитори — Andraé Crouch, Квінсі Джонс, Jeremy Lubbock
- Художники — Дж. Майкл Ріва, Еджі Джерард Роджерс, Бо Велш
- Монтаж — Майкл Кан